# Djurgårdens IF Fotboll 1993
Djurgårdens IF herrfotboll, säsongen 1993. Deltog i följande mästerskap: Division 1 Norra och Svenska cupen.
Djurgården kom trea i Division 1 Norra och lyckades därmed inte att nå upp till Allsvenskan.

## Truppen
- Klubbdirektör:  Mats Jansson
- Huvudtränare:  Bo Petersson
- Assisterande tränare:  Lars Haglund
- Naprapat:  Christian Schumacher
- Materialförvaltare:   Kjell Lundqvist

|    | Nat                                             | Spelare             | Position    | Född       | Längd  | Vikt  | I DIF sedan          | Kom från                | Moderklubb          |
| -- | ----------------------------------------------- | ------------------- | ----------- | ---------- | ------ | ----- | -------------------- | ----------------------- | ------------------- |
| 1  | Sverige                                         | Kjell Frisk         | Målvakt     | 1964-04-27 | 184 cm | 82 kg | 1990                 | Åtvidabergs FF          | Rimforsa IF         |
|    | Sverige                                         | Kristian Kaufmann   | Målvakt     | 1967-03-16 | Okänt  | Okänt | 1993                 | Vasalunds IF            | Okänt               |
| 18 | Sverige                                         | Mattias Lindbäck    | Målvakt     | 1976-02-12 | Okänt  | Okänt | 1993                 | Djurgårdens IF Juniorer | Djurgårdens IF      |
| 2  | Sverige                                         | Mikael Nilsson      | Back        | 1967-06-16 | 186 cm | 80 kg | 1991                 | Tyresö FF               | Tyresö FF           |
| 3  | Sverige                                         | Jonas Granath       | Back        | 1969-05-01 | Okänt  | Okänt | 1991                 | Ulvåkers IF             | Ulvåkers IF         |
| 4  | Sverige                                         | Kenneth Bergqvist   | Back        | 1968-09-02 | 191 cm | 84 kg | 1993 (och 1988-1990) | Spånga IS               | Djurgårdens IF      |
| 5  | Sverige                                         | Johan Andersson     | Back        | 1974-10-30 | 188 cm | 87 cm | 1993                 | Djurgårdens IF Juniorer | Djurgårdens IF      |
|    | Sverige                                         | Peter Langemar      | Back        | 1974-02-04 | 189 cm | 90 kg | 1993                 | Djurgårdens IF Juniorer | Djurgårdens IF      |
| 16 | Sverige                                         | Daniel Hesser       | Back        | 1974-01-14 | Okänt  | Okänt | 1993                 | Djurgårdens IF Juniorer | Djurgårdens IF      |
|    | Sverige                                         | Jonas Claesson      | Back        | 1967-07-29 | Okänt  | Okänt | 1992 (och 1989-1990) | Spånga IS               | Okänt               |
| 14 | Socialistiska federativa republiken Jugoslavien | Darko Mavrak        | Mittfältare | 1969-01-19 | 185 cm | 75 kg | 1993*                | Proleter Zrenjanin      | Velež Mostar        |
| 8  | Sverige                                         | Ken Burwall         | Mittfältare | 1966-03-27 | 180 cm | Okänt | 1990                 | Kalmar AIK              | Malå IF             |
| 15 | Sverige                                         | Fred Persson        | Mittfältare | 1973-08-22 | 177 cm | 75 kg | 1992                 | Djurgårdens IF Juniorer | Bro IK              |
| 6  | Sverige                                         | Daniel Martinez     | Mittfältare | 1973-01-09 | 174 cm | 72 kg | 1992                 | Djurgårdens IF Juniorer | Djurgårdens IF      |
|    | Skottland                                       | Chic Charnley (lån) | Mittfältare | 1963-06-11 | 183 cm | Okänt | 1993                 | St Mirren               | Possil Villa        |
|    | England                                         | Tony Dinning (lån)  | Mittfältare | 1975-04-12 | 183 cm | Okänt | 1993                 | Newcastle United FC     | Wallsend Boys Club  |
| 9  | Sverige                                         | Thomas Johansson    | Mittfältare | 1966-09-13 | Okänt  | Okänt | 1993 (och 1988-1990) | Spårvägens IF           | Gimo IF             |
| 9  | Sverige                                         | Thomas Lundmark     | Mittfältare | 1963-06-28 | 190 cm | 86 kg | 1990                 | IFK Eskilstuna          | Spårvägens GoIF     |
| 11 | Sverige                                         | Patrik Hagman       | Mittfältare | 1966-06-15 | 176 cm | 69 kg | 1989                 | Spånga IS               | Spånga IS           |
|    | Sverige                                         | Monir Bazgra        | Mittfältare | 1974-01-08 | Okänt  | Okänt | 1993                 | Djurgårdens IF Juniorer | Djurgårdens IF      |
| 10 | Socialistiska federativa republiken Jugoslavien | Nebojša Novaković   | Anfallare   | 1964-10-29 | 178 cm | 68 kg | 1993                 | Vasalunds IF            | FK Famos Sarajevo   |
| 12 | Serbien                                         | Vito Stavljanin     | Anfallare   | 1964-12-21 | Okänt  | Okänt | 1993*                | Okänt                   | FK Borac Banja Luka |
| 13 | Sverige                                         | Kristoffer Kindbom  | Anfallare   | 1973-01-19 | Okänt  | Okänt | 1992                 | Djurgårdens IF Juniorer | Djurgårdens IF      |

## Division 1 Norra
Första fem hemmamatcherna spelades på Kristinebergs IP, då Stockholms Stadion renoverades.
Tabellrad: 26  13  7   6  58-31 (+27)  46
| Omgång | Datum        | Motståndare       | H/B | Resultat | Målskyttar                                                           | Publik | Arena              | Placering |
| ------ | ------------ | ----------------- | --- | -------- | -------------------------------------------------------------------- | ------ | ------------------ | --------- |
| 1      | 26 april     | IK Sirius         | H   | 1-1      | Lundmark 40'                                                         | 3 754  | Kristinebergs IP   | 7         |
| 2      | 1 maj        | Gefle IF          | B   | 0-2      |                                                                      | 2 188  | Strömvallen        | 11        |
| 3      | 10 maj       | Umeå FC           | H   | 3-1      | Lundmark (2) 49', 67', Novakovic 77'                                 | 3 127  | Kristinebergs IP   | 9         |
| 4      | 16 maj       | Spånga IS         | B   | 3-0      | Bergqvist 17', Novakovic 79', Kindbom 87'                            | 2 158  | Spånga IP          | 6         |
| 5      | 23 maj       | Ope IF            | H   | 6-0      | Novakovic (4) 7', 36', 59', 83' , Johansson (2) 25', 63'             | 1 812  | Kristinebergs IP   | 4         |
| 6      | 26 maj       | Hammarby IF FF    | B   | 1-3      | Johansson 9'                                                         | 9 692  | Söderstadion       | 5         |
| 7      | 1 juni       | Vasalunds IF      | B   | 4-2      | Novakovic 8', Hagman 17', Charnley 19', Burwall 25'                  | 2 102  | Skytteholms IP     | 4         |
| 8      | 6 juni       | IFK Sundsvall     | H   | 5-1      | Novakovic (3) 2', 49' 53', Johansson 18', Martinez 86'               | 1 903  | Kristinebergs IP   | 4         |
| 9      | 9 juni       | Spårvägens FF     | B   | 1-1      | Hagman 32'                                                           | 1 822  | Kristinebergs IP   | 4         |
| 10     | 12 juni      | GIF Sundsvall     | H   | 0-1      |                                                                      | 1 723  | Kristinebergs IP   | 4         |
| 11     | 16 juni      | Assyriska FF      | B   | 3-0      | Bergqvist 31', Charnley 61', Lundmark 70'                            | 4 016  | Bårsta IP          | 4         |
| 12     | 19 juni      | IF Brommapojkarna | H   | 3-2      | Johansson 8', Lundmark 64', Charnley 70'                             | 2 109  | Stockholms Stadion | 2         |
| 13     | 17 juli      | IFK Luleå         | B   | 1-1      | Lundmark 81'                                                         | 1 273  | Skogsvallen        | 2         |
| 14     | 1 augusti    | IFK Luleå         | H   | 2-0      | Novakovic 31', Lundmark 51'                                          | 2 906  | Stockholms Stadion | 2         |
| 15     | 8 augusti    | Assyriska FF      | H   | 4-0      | Novakovic (2) 12' 68', Hagman 78', Langemar 84'                      | 3 652  | Stockholms Stadion | 2         |
| 16     | 12 augusti   | IF Brommapojkarna | B   | 3-1      | Novakovic (2) 33', 68', Självmål 18'                                 | 1 602  | Grimsta IP         | 2         |
| 17     | 18 augusti   | Spårvägens FF     | H   | 0-0      |                                                                      | 2 653  | Stockholms Stadion | 2         |
| 18     | 22 augusti   | GIF Sundsvall     | B   | 1-3      | Kindbom 22'                                                          | 470    | Idrottsparken      | 3         |
| 19     | 29 augusti   | Ope IF            | B   | 3-3      | Stavljanin (2) 27', 70', Novakovic 35'                               | 769    | Torvallens IP      | 3         |
| 20     | 7 september  | Hammarby IF FF    | H   | 0-3      |                                                                      | 14 032 | Råsunda            | 3         |
| 21     | 14 september | IFK Sundsvall     | B   | 2-1      | Langemar 27', Johansson 66'                                          | 422    | Idrottsparken      | 3         |
| 22     | 21 september | Vasalunds IF      | H   | 1-1      | Burwall 90'                                                          | 3 417  | Stockholms Stadion | 3         |
| 23     | 27 september | IK Sirius         | B   | 2-3      | Stavljanin 26', Lundmark 27'                                         | 1 699  | Studenternas IP    | 3         |
| 24     | 4 oktober    | Gefle IF          | H   | 3-0      | Nilsson, Novakovic, Kindbom                                          | 513    | Stockholms Stadion | 3         |
| 25     | 10 oktober   | Umeå FC           | B   | 0-0      |                                                                      | 639    | Gammliavallen      | 3         |
| 26     | 17 oktober   | Spånga IS         | H   | 6-1      | Johannson (2) 30', 62', Novakovic (2) 36', 57', Burwall (2) 62', 78' | 411    | Stockholms Stadion | 3         |

## Cupspel

### Svenska cupen
| Omgång         | Datum                | Motståndare             | H/B | Resultat | Målskyttar                                                                | Publik | Arena              |
| -------------- | -------------------- | ----------------------- | --- | -------- | ------------------------------------------------------------------------- | ------ | ------------------ |
| 1              | Söndag 27 juni       | Täby IS                 | B   | 2-1      | Langemar, Novaković (straff)                                              | Okänt  | Tibblevallen       |
| 2              | Söndag 25 juli       | Karlslunds IF           | B   | 2-0      | Johansson (2)                                                             | Okänt  | Örnsro IP          |
| 3              | Onsdag 4 augusti     | FC Plavi Team/Stockholm | B   | 3-0      | Mavrak, Lundmark (straff), Novaković                                      | 1 553  | Skytteholms IP     |
| 4              | Onsdag 1 september   | Valbo FF                | B   | 7-2      | Novaković (4) 6' 47', 58', 75', Lundmark 19', Langemar 21', Johansson 50' | 907    | Åbyvallen          |
| Åttondelsfinal | Torsdag 30 september | Västra Frölunda         | H   | 2-0      | Kindbom 14', Lundmark 73'                                                 | 200    | Stockholms Stadion |
| Kvartsfinal    | Torsdag 7 oktober    | IFK Luleå               | B   | 2-3      | Novaković 31', Johansson 79'                                              | 897    | Nyabvallen         |

### Stockholm Cup 1992/1993
| Omgång | Datum          | Motståndare  | H / B | Resultat | Målskyttar | Publik         |
| ------ | -------------- | ------------ | ----- | -------- | ---------- | -------------- |
| 2      | Lördag 13 mars | Vasalunds IF | B     | 0-2      |            | Stadshagens IP |

## Träningsmatcher
| Notering      | Datum              | Motståndare       | H / B | Resultat | Målskyttar                 | Publik | Arena/plats      |
| ------------- | ------------------ | ----------------- | ----- | -------- | -------------------------- | ------ | ---------------- |
| Träningsmatch | Söndag 21 februari | Spårvägens FF     | B     | 1-2      | Novaković                  | Okänt  | Stadshagens IP   |
| Träningsmatch | Fredag 26 februari | AIK FF            | B     | 1-2      | Novaković 42'              | 1 500  | Stadshagens IP   |
| Träningsmatch | Lördag 27 mars     | IK Brage          | H     | 2-1      | Johansson, Nilsson         | Okänt  | Stadshagens IP   |
| Träningsmatch | Torsdag 1 april    | Assyriska FF      | H     | 3-1      | Hagman (2), Novaković      | Okänt  | Stadshagens IP   |
| Träningsmatch | Lördag 17 april    | IF Brommapojkarna | H     | 0-1      |                            | Okänt  | Vagnhärad        |
| Träningsläger | Torsdag 8 juli     | Kungshamns IF     | B     | 4-1      | Kindbom 2, Burwall, Bazgra | Okänt  | Kungshamn        |
| Träningsläger | Lördag 10 juli     | Fredrikstads FK   | H     | 2-1      | Stavljanin (2)             | Okänt  | Tanumshede       |
| Träningsmatch | Tisdag 27 juli     | CS Marítimo       | H     | 1-1      | Kindbom 75'                | Okänt  | Kristinebergs IP |

## Statistik
| Spelare            | Div 1 Norra | Div 1 Norra | Svenska cupen | Träningsmatcher | Totalt |
| Spelare            | Matcher     | Mål         | Mål           | Mål             | Mål    |
| ------------------ | ----------- | ----------- | ------------- | --------------- | ------ |
| Nebojša Novaković  | 25          | 19          | 7             | 3               | 29     |
| Thomas Johansson   | 24          | 8           | 4             | 1               | 13     |
| Thomas Lundmark    | 19          | 8           | 3             | 0               | 11     |
| Ken Burwall        | 21          | 4           | 0             | 1               | 5      |
| Vito Stavljanin    | 11          | 3           | 0             | 2               | 5      |
| Chic Charnley      | 12          | 3           | 0             | 0               | 3      |
| Kristoffer Kindbom | 16          | 3           | 1             | 3               | 7      |
| Patrik Hagman      | 20          | 3           | 0             | 2               | 5      |
| Peter Langemar     | 11          | 2           | 2             | 0               | 4      |
| Kenneth Bergqvist  | 24          | 2           | 0             | 0               | 2      |
| Daniel Martinez    | 11          | 1           | 0             | 0               | 1      |
| Mikael Nilsson     | 24          | 1           | 0             | 1               | 2      |
| Självmål           | 0           | 1           | 0             | 0               | 1      |
| Jonas Granath      | 26          | 0           | 0             | 0               | 0      |
| Kjell Frisk        | 25          | 0           | 0             | 0               | 0      |
| Johan Andersson    | 20          | 0           | 0             | 0               | 0      |
| Fred Persson       | 15          | 0           | 0             | 0               | 0      |
| Jonas Claesson     | 14          | 0           | 0             | 0               | 0      |
| Darko Mavrak       | 7           | 0           | 1             | 0               | 1      |
| Tony Dinning       | 2           | 0           | 0             | 0               | 0      |
| Björn Alkeby       | 1           | 0           | 0             | 0               | 0      |
| Daniel Hesser      | 1           | 0           | 0             | 0               | 0      |
| Monir Bazgra       | 0           | 0           | 0             | 1               | 1      |

## Övergångar

### Spelare/ledare in
| Datum            | Nr | Namn              | Från                    | Position             | Kommentar        | Länk  |
| ---------------- | -- | ----------------- | ----------------------- | -------------------- | ---------------- | ----- |
| 14 november 1992 |    | Bo Petersson      | Spårvägens FF           | Huvudtränare         |                  | dn.se |
| 24 november 1992 | 10 | Nebojsa Novaković | Vasalunds IF            | Anfallare            |                  | dn.se |
| 19 december 1992 | 4  | Kenneth Bergqvist | Spånga IS               | Back                 |                  | dn.se |
| 19 december 1992 | 9  | Thomas Johansson  | Spårvägens IF           | Mittfältare          |                  | dn.se |
| 21 december 1992 |    | Lars Haglund      | Spårvägens FF           | Assisterande tränare |                  | dn.se |
| 2 april 1993     |    | Chic Charnley     | St Mirren FC            | Mittfältare          | Lån              | dn.se |
| 16 juli 1993     |    | Vito Stavljanin   | Torreense               | Mittfältare          | Kontrakt året ut | dn.se |
| 27 juli 1993     | 6  | Darko Mavrak      | Proleter Zrenjanin      | Mittfältare          |                  | dn.se |
| Inför säsongen   |    | Kristian Kaufmann | Vasalunds IF            | Målvakt              |                  |       |
| Inför säsongen   |    | Tony Dinning      | Newcastle United FC     | Back                 | Lån              | dn.se |
| Inför säsongen   | 5  | Johan Andersson   | Djurgårdens IF Juniorer | Back                 |                  |       |
| Inför säsongen   | 15 | Daniel Hesser     | Djurgårdens IF Juniorer | Back                 |                  |       |
| Inför säsongen   |    | Monir Bazgra      | Djurgårdens IF Juniorer | Mittfältare          |                  |       |

### Spelare/ledare ut
| Datum            | Namn              | Till          | Position    | Kommentar                   | Länk  |
| ---------------- | ----------------- | ------------- | ----------- | --------------------------- | ----- |
| 8 december 1992  | Anders Almgren    | Vasalunds IF  | Målvakt     |                             | dn.se |
| 8 december 1992  | Ivica Cvitkusic   | Vasalunds IF  | Back        |                             | dn.se |
| 11 december 1992 | Mikael Martinsson | IFK Göteborg  | Anfallare   |                             | dn.se |
| 9 januari 1993   | Jens Fjellström   | Malmö FF      | Mittfältare | Skrev på ett 3-årskontrakt. | dn.se |
| 6 mars 1993      | Peter Skoog       | BKV Norrtälje | Anfallare   |                             | dn.se |
| 9 mars 1993      | Jan Andersson     | AIK FF        | Back        |                             | dn.se |
| 27 juli 1993     | Chic Charnley     | St Mirren FC  | Mittfältare |                             | dn.se |
| Inför säsongen   | Thomas Lundin     | Okänt         | Tränare     |                             |       |
| Inför säsongen   | Leif Nilsson      | Vasalunds IF  | Back        |                             |       |
| Inför säsongen   | Robert Johansson  | Vasalunds IF  | Anfallare   |                             |       |
| Inför säsongen   | Robert Eriksson   | Spårvägens IF | Anfallare   |                             |       |
| Inför säsongen   | Daniel Nord       | Spånga IS     | Mittfältare |                             |       |
| Inför säsongen   | Ronnie Claesson   | IFK Tumba     | Back        |                             |       |